# Colle (araldica)

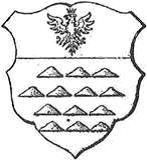
Tredici colli

Colle è un termine utilizzato in araldica per indicare un monte ristretto; oppure uno dei monticelli del monte all'italiana.